# Lincoln County (Wyoming)
Lincoln County je okres na západě státu Wyoming v USA. K roku 2010 zde žilo 18 106 obyvatel. Správním městem okresu je Kemmerer. Celková rozloha okresu činí 10 590 km². Na západě sousedí se státem Idaho a na jihozápadě s Utahem.

## Sousední okresy
| Růžice kompasu | Bonneville County (ID) Caribou County (ID) | Teton County             | Sublette County   | Růžice kompasu |
| Růžice kompasu | Bear Lake County (ID)                      | Sever                    | Sweetwater County | Růžice kompasu |
| Růžice kompasu | Bear Lake County (ID)                      | Lincoln County (Wyoming) | Sweetwater County | Růžice kompasu |
| Růžice kompasu | Bear Lake County (ID)                      | Jih                      | Sweetwater County | Růžice kompasu |
| Růžice kompasu | Rich County (UT)                           | Uinta County             |                   | Růžice kompasu |